# Weigel-Harfe
Die Weigel-Harfe ist eine chromatische Harfe mit einer Saitenreihe.

## Geschichte
Das Instrument ließ sich der Harfenist Karl Weigel am 16. Februar 1900 patentieren. Es ist mit 54 Saiten im gleichen Abstand bespannt. Das im Deutschen Museum München ausgestellte Instrument ist ein Umbau einer Erard Doppelpedalharfe. Der Durchmesser der Saiten lässt eine annähernd gleiche Saitenspannung wie bei der Konzertharfe vermuten, jedoch bei geringeren Abstand. Das Instrument hat kaum Beachtung gefunden.